# Waspo 98 Hannover
Waspo 98 Hannover, offiziell Wassersportfreunde von 1898 Hannover e. V., ist ein Sportverein aus Hannover. Der Verein mit den Sparten Schwimmsport und Wasserball hat über 1000 Mitglieder. Das Vereinsgelände liegt seit 1949 am Lister Bad, das vom Verein wie auch das Volksbad Limmer genutzt wird. Wasserballspiele in größerem Rahmen werden im Stadionbad Hannover ausgetragen.
Bekannt ist er durch Erfolge der Wasserballmannschaft, die seit 2017 fünfmal Deutscher Meister und sechsmal deutscher Pokalsieger wurde, und durch zahlreiche erfolgreiche Schwimmer bei nationalen und internationalen Wettkämpfen. Regelmäßig trägt der Verein Wettkämpfe im Schwimmen aus. Highlight ist das jährlich stattfindende internationale W98 Hannover Diapolo Meet im Frühjahr.

## Verein
Der Verein ging aus der Fusion der Vereine SV Wasserfreunde 1898 Hannover und Wassersport Hannover-Linden im Oktober 2012 hervor und bietet neben zahlreichen wettkampforientierten Trainingsgruppen im Schwimmen und Wasserball auch verschiedene Breitensportangebote und Schwimmausbildung. Die Wassersportfreunde betreiben mit dem Volksbad Limmer und dem Fössebad (zusammen mit dem Universitätssportsclub Hannover) gleich zwei Hannoversche Bäder in Vereinsregie.
Die Wasserballteams beider Vereine hatten bereits seit 2003 in einer Spielgemeinschaft, der SG W98/Waspo Hannover, zusammengespielt. Im Juni 2019 war Waspo 98 im Stadionbad Ausrichter des Finalturniers „Final Eight“ der LEN Champions League im Wasserball.
Der Verein engagiert sich stark in der Förderung junger Talente und hat ein breites Angebot für Kinder und Jugendliche, um die Schwimmfähigkeiten früh zu entwickeln.

## Erfolge im Wasserball
Männer
- Deutscher Meister: 2018, 2020, 2021, 2022, 2024 und 2025
  - Vizemeister: 2017, 2019 und 2023
- Deutscher Pokalsieger: 2017, 2018, 2019, 2021, 2022 und 2023
- Deutscher Supercupsieger: 2017, 2018, 2019, 2020.

Frauen
- Deutscher Vizemeister: 2018
- Deutscher Pokalfinalist: 2018
- Deutscher Supercupsieger: 2018

## Erfolge im Schwimmen
2025
- Sven Schwarz, Deutscher Meister (Berlin) 800 m Freistil[1]
- Sven Schwarz, 2. Platz Deutsche Meisterschaften (Berlin) 1500 m Freistil[2]
- Lilly-Fay Wallbaum, 2. Platz Deutsche Meisterschaften (Berlin) 50 m Brust
- Damenstaffel, 2. Platz Deutsche Meisterschaften (Berlin) 4 × 100 m Freistil (Alena Gemici, Victoria Suchantke, Jana Rohde, Lilly-Fay Wallbaum)

2024
- Alaa Maso, Platz 47 für das Refugee Team bei den Olympischen Spielen (Paris) 50 m Freistil
- Sven Schwarz, 5. Platz Olympische Spiele (Paris) 800 m Freistil
- Sven Schwarz, 10. Platz Olympische Spiele (Paris) 1500 m Freistil

2023
- Sven Schwarz, U23-Vizeeuropameister (Dublin) 1500 m Freistil
- Sven Schwarz, U23-Europameister (Dublin) 800 m Freistil

2022
- Levin Peschlow, 4. Platz Junioren-EM (Otopeni, Rumänien) 1500 m Freistil
- Sven Schwarz, 5. Platz EM (Rom) 800 m Freistil
- Sven Schwarz, 10. Platz EM (Rom) 400 m Freistil

2021
- Sven Schwarz, 2. Platz Junioren-EM (Paris) 5 km Freiwasser, mit der DSV-Auswahl U19-Staffel Mixed
- Sven Schwarz, 3. Platz Kurzbahn-Europameisterschaften (Kasan) 800 m Freistil
- Sven Schwarz, 3. Platz Kurzbahn-Europameisterschaften (Kasan) 1500 m Freistil